# Rechtenfleth
Rechtenfleth is een dorp en voormalige gemeente in de  Landkreis Cuxhaven in de deelstaat Nedersaksen. Het dorp werd in 1968 gevoegd bij de gemeente Sandstedt die zelf in 2014 opging in Hagen im Bremischen. 
Het dorp ligt in het uiterste noordwesten van de gemeente,   aan de oostoever van de Wezer, tussen Bremen en Bremerhaven.
Rechtenfleth grenst in het noorden aan de gemeente  Loxstedt,  Ortsteile  Neuenlande en Stotel.
Rechtenfleth beschikt over een camping en een haven voor plezierboten aan  de Wezer.

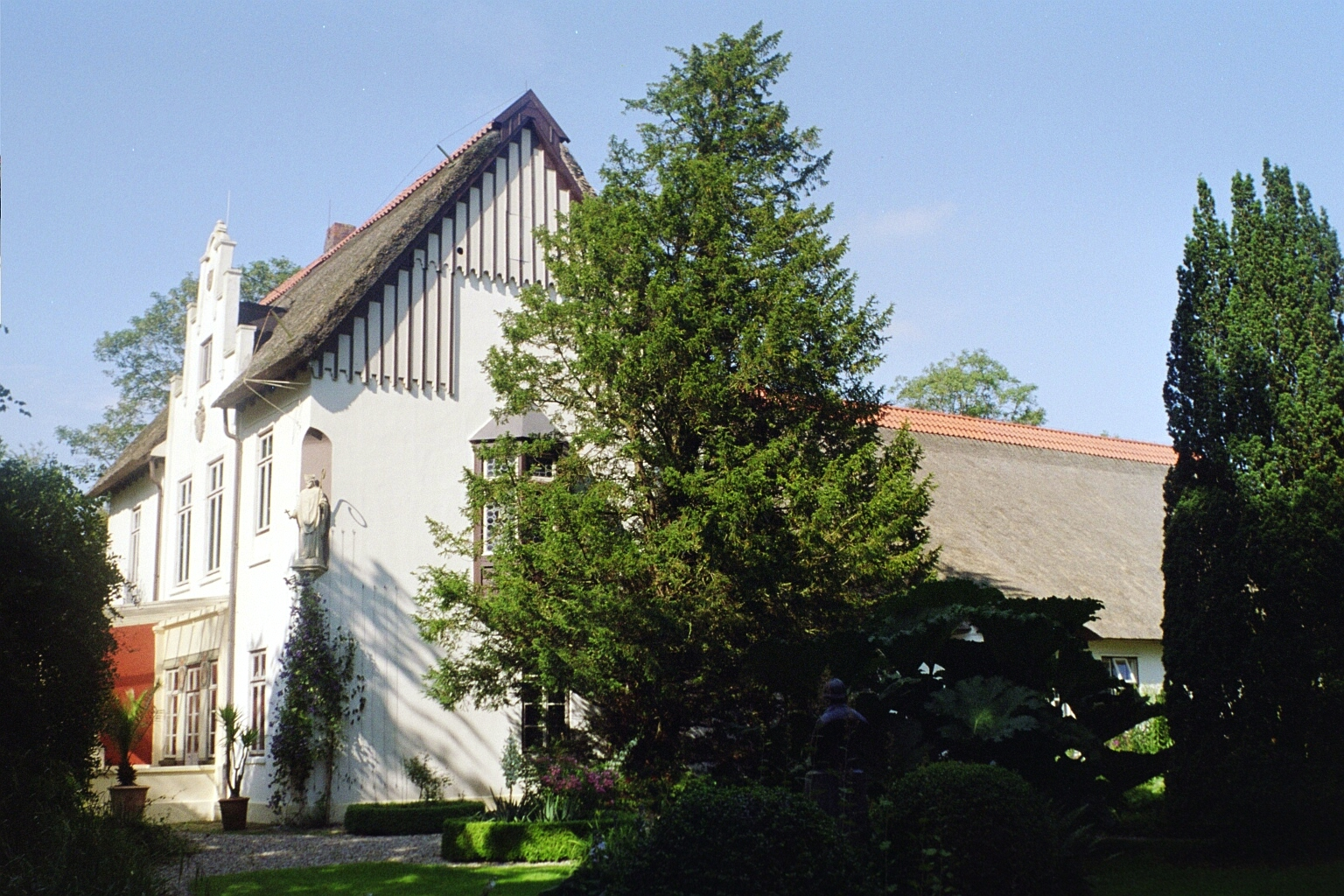
Museum Hermann-Allmers-Haus te Rechtenfleth

De herinnering aan  de dichter Hermann Allmers, die in 1821 in Rechtenfleth werd geboren, en er in 1902 overleed, drukt een duidelijk stempel op het dorp. Allmers, zoon van rijke ouders, is buiten Duitsland weinig bekend geworden, mede omdat zijn literaire werk voornamelijk aan zijn geboortestreek is gewijd. Maar Allmers was een invloedrijk persoon in Noord-Duitse culturele kringen. Tot zijn vriendenkring behoorden o.a.  de wetenschapper Ernst Haeckel en de schilder Georg Müller vom Siel  en hij bevorderde de kunstenaarskolonies te Worpswede en Dötlingen. Allmers'  geboortehuis is nu een aan hem gewijd museum.
- Gemeinsame Normdatei: 4116925-6
- Virtual International Authority File: 245686355
- WorldCat: E39PBJqk46wKbXyyM6pMhWb68C